# Munjul (Astanajapura)
Munjul is een bestuurslaag in het regentschap Cirebon van de provincie West-Java, Indonesië. Munjul telt 8690 inwoners (volkstelling 2010).